# Kruisdorp (Zélande)
Kruisdorp est un hameau dans la commune néerlandaise de Hulst, en Zélande. Le hameau est situé en Flandre zélandaise, près du village de Kloosterzande et près de l'Escaut occidental.
Kruisdorp fait partie du village de Kruispolder, auquel appartiennent un polder et quatre hameaux : Baalhoek, Duivenhoek, Kruisdorp et Kruispolderhaven. Avant la dernière fusion des communes de la Flandre zélandaise, Kruisdorp et Kruispolder appartenait à la commune de Hontenisse